# VM Exclusiver Fahrzeugbau

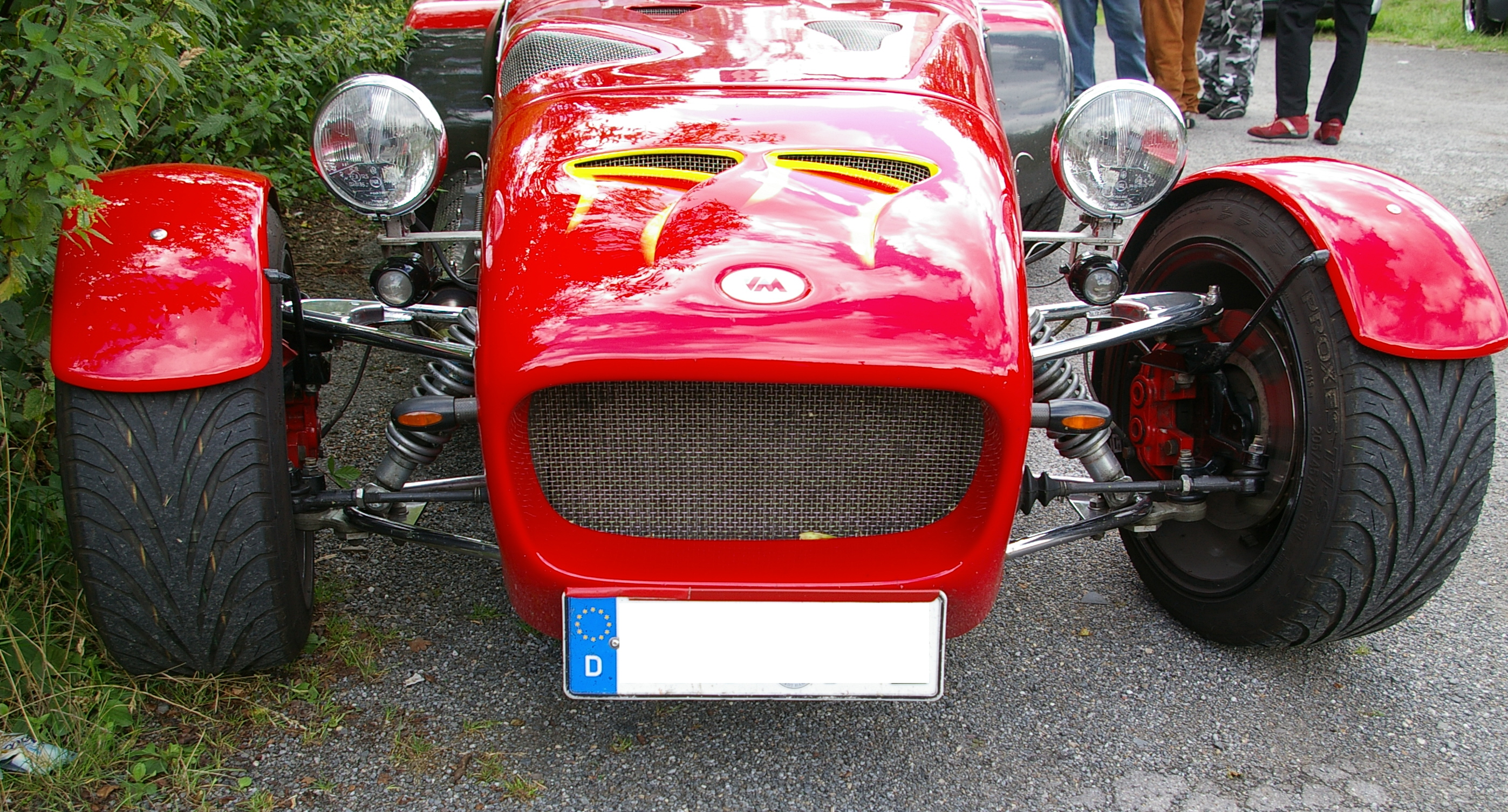
VM Seventy Seven mit NACA-Öffnungen asymmetrisch als „77“, gelb hervorgehoben

Die VM exklusiver Fahrzeugbau GmbH ist ein deutsches Unternehmen im Bereich Automobilbau und war Hersteller von Automobilen.

## Unternehmensgeschichte
Klaus Vielhauer, Robert Menschik und Ulrich Menschik gründeten im November 1988 das Unternehmen am Uhlenbruch 12 in Bergisch Gladbach und begannen mit der Produktion von Automobilen. Der Markenname lautete VM. 2010 endete die Automobilproduktion. Das Unternehmen ist heute noch im Bereich Automobilreparatur und -restauration sowie Metallbau tätig.

## Fahrzeuge
Das erste Modell war der Seventy Seven. Dies war eine Nachbildung des Lotus Seven, erhältlich als Kit Car und Komplettfahrzeug. Für den Antrieb sorgte ein Motor von Ford mit 2000 cm³ Hubraum und 105 PS Leistung. Der Neupreis betrug im Modelljahr 1991 44.232 DM. Der offene Zweisitzer war bis 2010 im Angebot. 
Daneben gab es das Modell Nardo. Dies war ebenfalls ein offener Zweisitzer, allerdings ohne ein klassisches Vorbild. Im Spitzenmodell Nardo 200 GT sorgte ein Vierzylinder-Vierventilmotor von Cosworth mit 2000 cm³ Hubraum und 120 PS, mit Turbolader 204 PS, für den Antrieb. Der Nardo war nur als Komplettfahrzeug erhältlich.